# Acromyrmex heyeri
Acromyrmex heyeri é uma espécie de inseto do gênero Acromyrmex, pertencente à família Formicidae.